# Silja Serenade
Il Silja Serenade è un traghetto di proprietà della Tallink ed in servizio per la Silja Line.

## Servizio
Varato il 6 novembre 1989 nel cantiere navale Masa-Yards Oy di Turku e consegnato il 15 novembre 1990 alla EffJohn Oy, prende servizio nei collegamenti tra Helsinki e Stoccolma sotto le insegne della Silja Line a partire dal 17 novembre.
Nel gennaio del 1992 viene sottoposto a lavori di ammodernamento, durante i quali vengono aggiunte nuove cabine.
Il 31 dicembre 1992 viene trasferito alla Silja Line ed impiegato a partire dal 15 gennaio 1993 nei collegamenti tra Turku, Mariehamn e Stoccolma.
Dal 9 gennaio 1995 opera sulla Helsinki-Stoccolma.
Dal 1º luglio 1997 viene aggiunto alla tratta uno scalo intermedio a Mariehamn.
Dal 3 al 9 settembre 1999 viene impiegato per delle minicrociere tra Helsinki, Tallin e Riga.
Il 30 gennaio 2004 viene noleggiato alla SOK Finlandia ed impiegato per due traversate tra Helsinki e Tallin.
Il 6 febbraio 2004 entra in collisione con un piccolo traghetto nei pressi di Ljusterö. Tuttavia nessuna delle due imbarcazioni riporterà danni in seguito all'incidente.

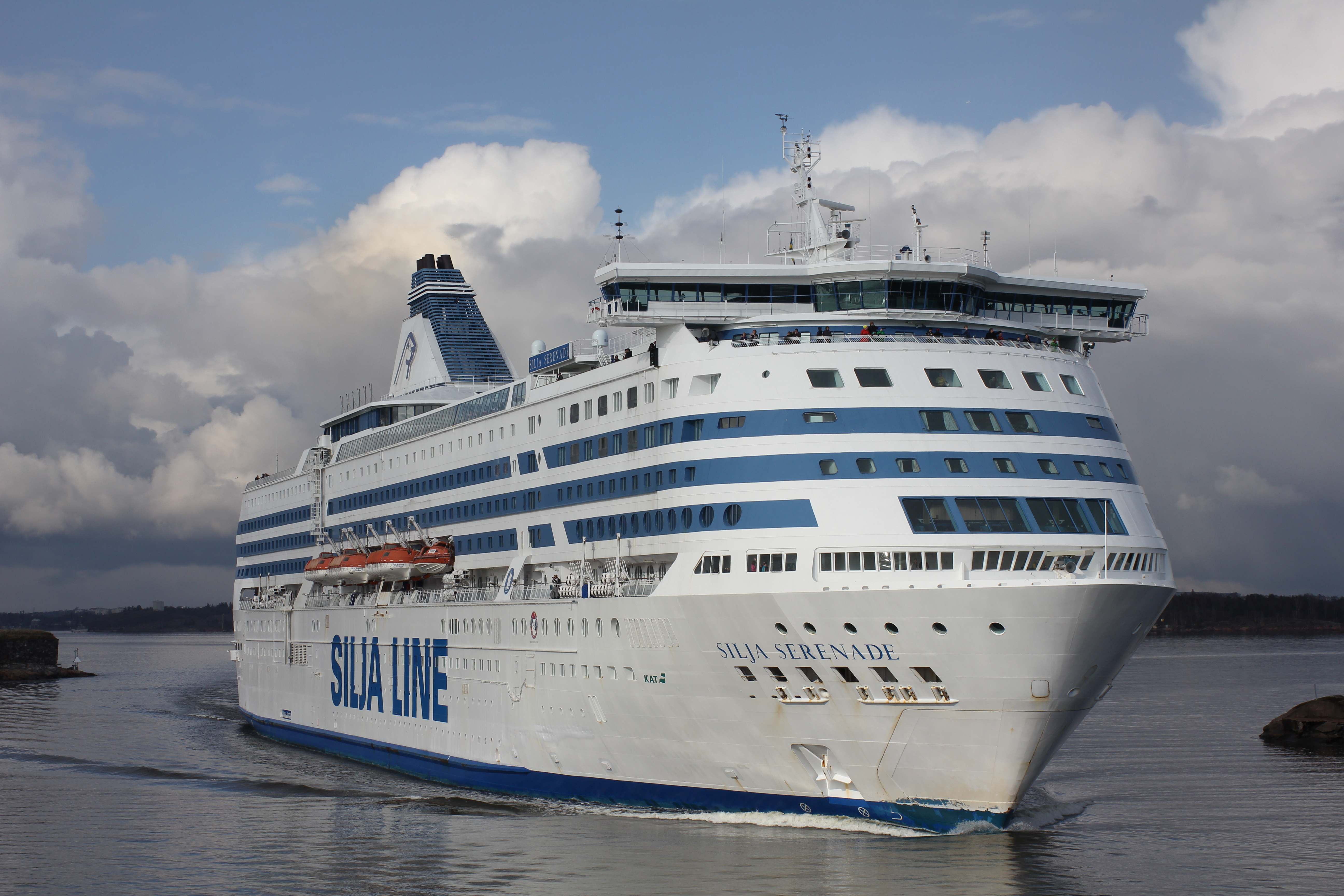
Il Silja Serenade in navigazione nel 2016.

Dal 15 al 16 gennaio 2005 viene di nuovo noleggiato alla SOK Finlandia ed impiegato tra Helsinki e Tallin.
Il 10 settembre 2005, viene aperto al pubblico e reso visitabile a Stoccolma, in occasione del Port Day.
Il 27 novembre 2006 viene acquistato insieme a tutta la compagnia dalla Tallink, continuando tuttavia ad operare sulla stessa rotta, sotto le insegne della Silja Line.
Il 16 giugno 2011 scoppia un incendio nella sala macchine del traghetto, prontamente domato dall'equipaggio, non compromettendo la partenza serale verso Mariehamn.
Dal 10 al 21 novembre 2015 viene disarmato a Rauma.
Il 16 giugno 2016, in seguito all'epidemia di Norovirus a bordo del gemello Silja Symphony, viene anch'esso sottoposto a trattamenti di disinfettamento.

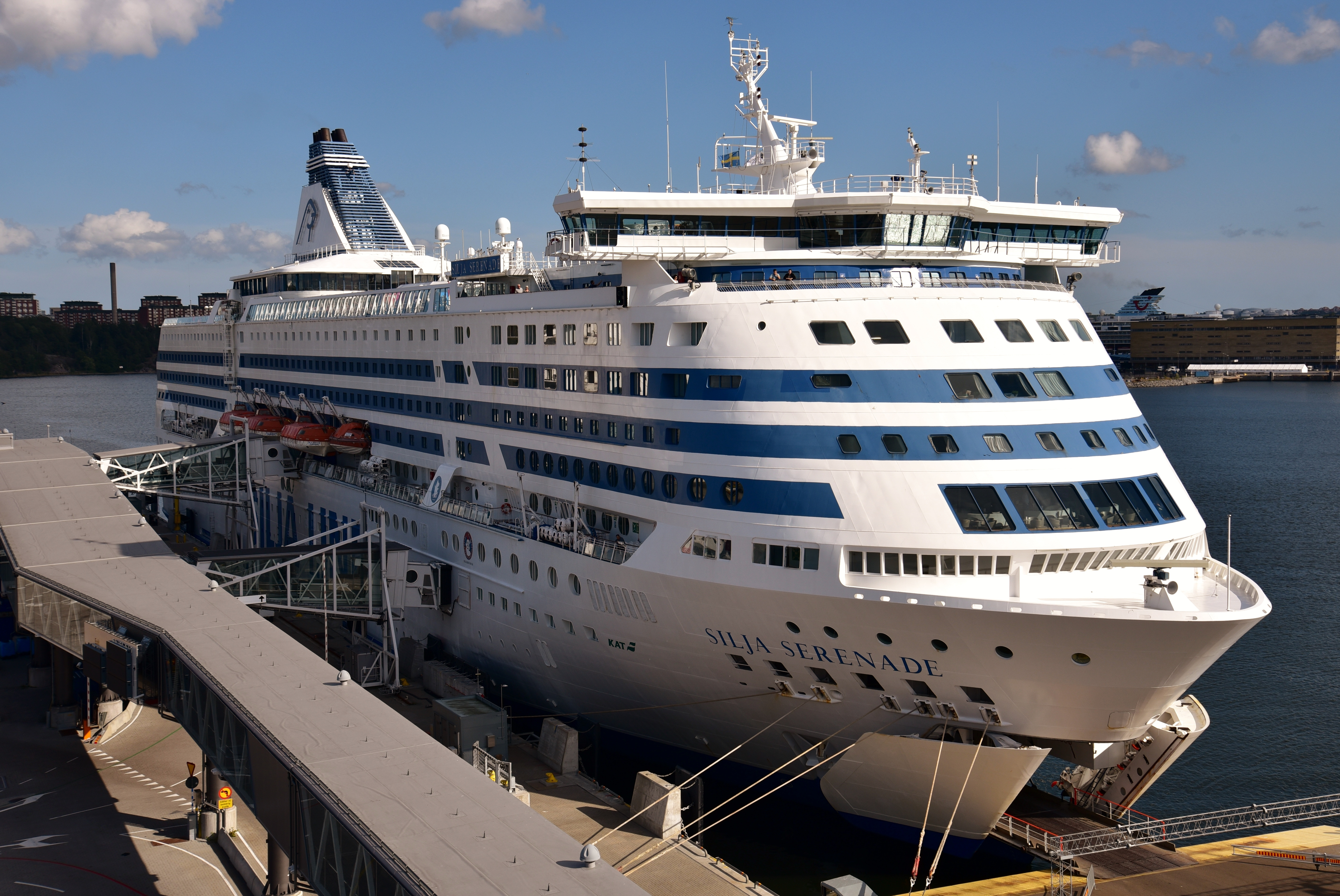
Il Silja Serenade ormeggiato a Stoccolma nel 2019.

Il 19 marzo 2020 viene disarmato a# Helsinki in seguito al calo del traffico per la pandemia di COVID-19.
Nel giugno del 2020 riprende il servizio tra Helsinki e Tallin.
Dal 26 giugno al 13 settembre esegue delle minicrociere tra Helsinki e Riga.
Dal 17 settembre 2020 al 26 maggio 2021 viene sottoposto a lavori di ammodernamento nei cantieri navali di Turku.
Dal 4 giugno 2021 torna in servizio nei collegamenti tra Helsinki e Tallin, fino al 23 giugno.
Dal 1º agosto 2021 prende servizio nei collegamenti tra Helsinki, Mariehamn e Stoccolma.
Dal 10 gennaio al 25 marzo 2022 rimane in disarmo ad Helsinki.
Dall'11 al 14 novembre 2023 viene posto fuori servizio e decontaminato, in seguito al ritrovamento del batterio della legionella nelle cisterne d'acqua del traghetto. Dal 15 novembre torna regolarmente in servizio.
Il 1º dicembre 2023 scoppia un piccolo incendio nella sala macchine del traghetto durante la sosta a Mariehamn, prontamente domato dall'equipaggio.
Dal 6 gennaio al 5 febbraio 2025 viene sottoposto a lavori di manutenzione presso Remontowa. Dalla sera stessa torna in servizio nei collegamenti tra Helsinki, Mariehamn e Stoccolma.

## Navi gemelle
- Silja Symphony